# موجة برد شرق آسيا يناير 2016

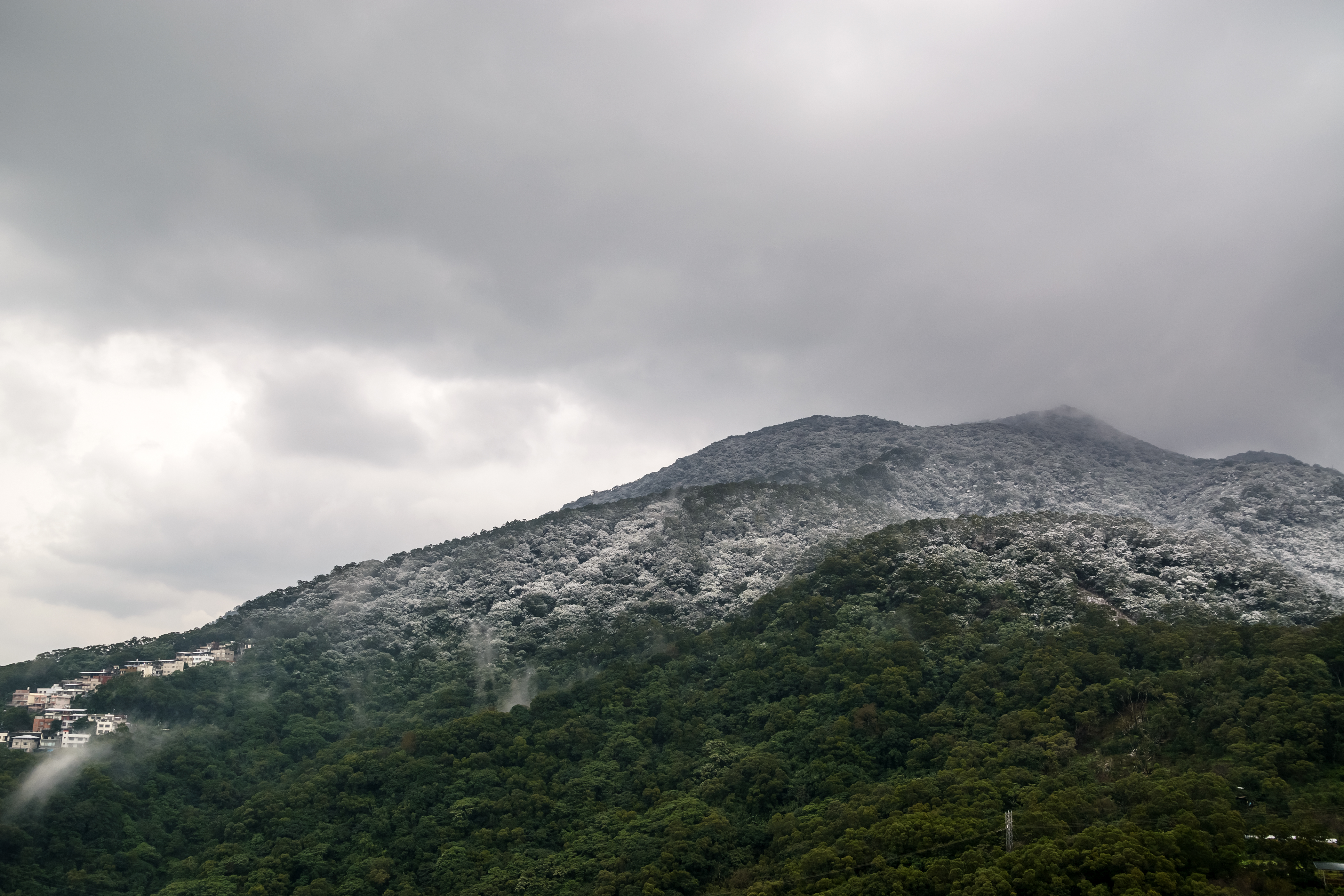
حديقة يانجمنجشان الوطنية في الثلج

في آواخر يناير من عام 2016، تأثرت أجزاء كبيرة من شرق آسيا بموجة برد، لتسجل انخفاضا في درجات الحرارة وتساقطا للثلوج في أماكن عدة. مع تسجيل سقوط لخليط من الأمطار والثلوج لأول مرة في محافظة أوكيناوا في اليابان. تساقط الثلوج والطقس البارد أدى إلى محاصرة الآلاف في أربع دول. في تايوان، 85 شخصاً قتلوا على الأقل بسبب انخفاض الحرارة. في المقابل تساقط الجليد أدى إلى مقتل 6 اشخاص في اليابان.

## اليابان
قتلت العواصف الثلجية أنحاء اليابان 6 أشخاص، وجرحت 100 آخرين. وتعطلت أكثر من 600 طائرة في أنحاء البلاد. رصد خليط المطر والثلج في أوكيناوا لأول مرة. أمامي أوشيما رأت الثلج لأول مرة منذ 115 عاماً. غطى الثلج معظم أجزاء البلاد. رصدت مدينة ناغاساكي 17 سم (6.7 إنش). أثقل الثلوج كان في الجزء الشمالي لجزيرة هوكايدو 142 سم (56 إنش) رصد في كيتاهيروشيما. في هونشو الجزيرة الرئيسية لليابان التراكمات وصلت إلى 59 سم (23 إنش) في سوزو. انخفضت درجات الحرارة بشكل كبير في الأجزاء الشرقية من البلاد.

## هونغ كونغ
انخفضت درجات الحرارة في هونغ كونغ إلى 3.1 °مئوية (37.6 °فهرنهايت)  وهي بذلك الأبرد في ما يقرب من 60 عاماً. قام المئات بالتسلق إلى تاي مو شان حيث انخفضت درجة الحرارة −6 °مئوية (21 °فهرنهايت) لمشاهدة المنظر ولكن العديد منهم طلب الإنقاذ وعلى الأقل 64 أسعفوا بحالات انخفاض الحرارة الشقي.

## الصين

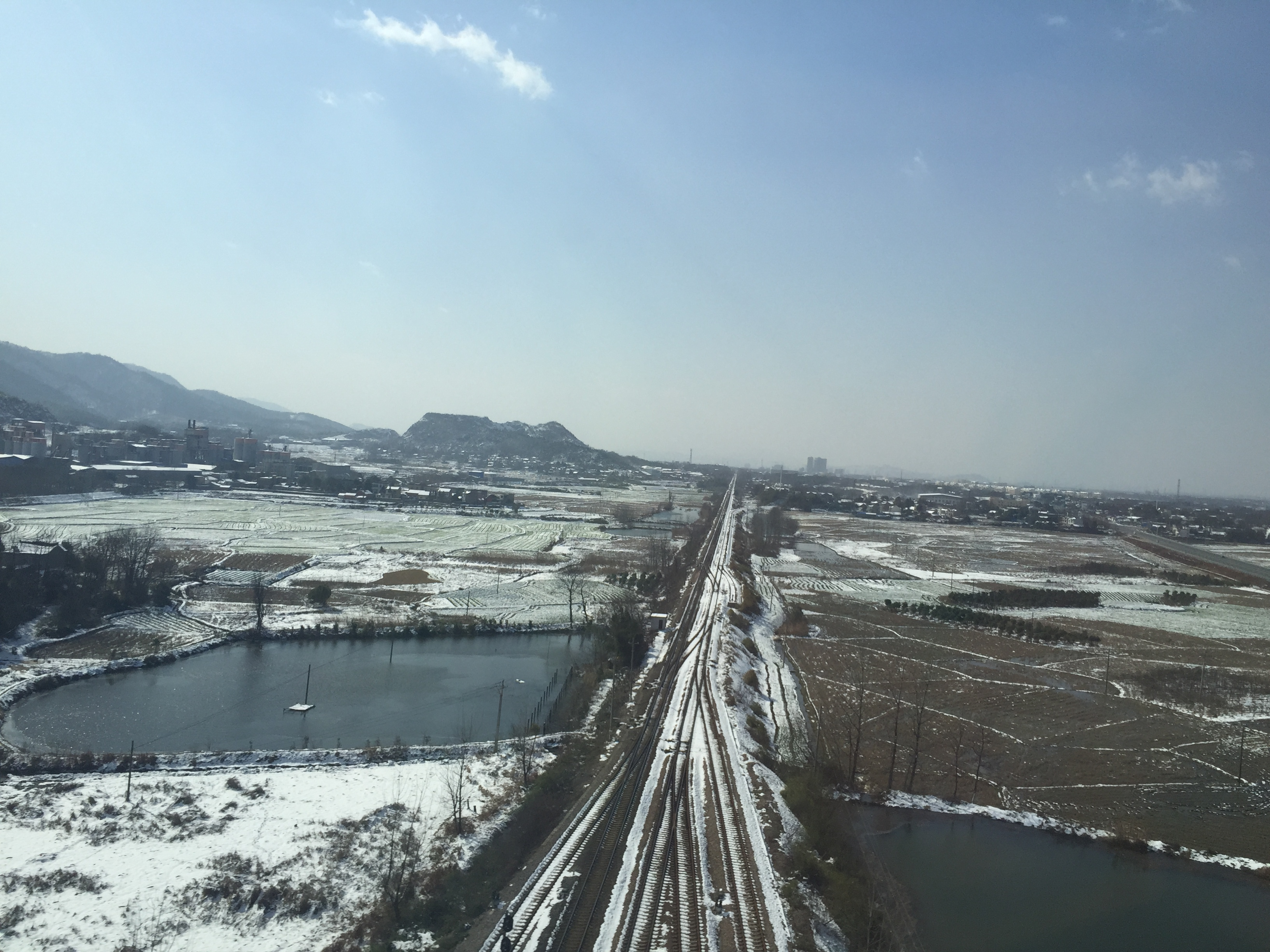
سكة حديد نانجينغ-تونغلينغ بعد تساقط الثلوج في مدينة تونغلينغ.

رُصدت الثلج في أجزاء من غوانزو - لأول مرة منذ عام 1967 - وقتل 4 أشخاص على الأقل عبر تسممهم بأحادي أكسيد الكربون من أجهزة التدفئة في غوانزو. انخفضت درجات الحرارة في أقصى الشمال في شنغهاي لتصل إلى −4 °مئوية (25 °فهرنهايت) مع تساقط خفيف للثلج في صباح 23 يناير 

## كوريا الجنوبية
أرغمت الثلوج والطقس البارد إلغاء أكثر من 1,200 رحلة جوية من الإقلاع في جزيرة جيجو، قبالة الطرف الجنوبي الغربي من شبه الجزيرة الكورية، مما أدى لتقطع سبل أكثر من 90,300 مسافر. وانخفضت درجات الحرارة في سول إلى −18° مئوية (0° فهرنهيات)، مسجلة أدنى مستوى لها في 15 عاماً.